# Johannes Picker
Johannes Picker, auch Johann(es) Piker, lateinisch Pikerus (* um 1640 in Medenau, Ostpreußen; † 1693 in Insterburg, Ostpreußen) war ein deutscher evangelischer Theologe und Schulmann.

## Leben
Picker war  Sohn des Freibauern Jacob Picker zu Kragau, der als Landgeschworener und Kirchenvorsteher fungierte. Er besuchte die Domschule des Königsberger Doms, wo er 1658 immatrikuliert wurde. Im Zeitraum von 1664 bis 1667 war er an der Domschule als Lehrer tätig. Er gab die Stellung dann auf, um sich durch ein Studium an der Universität Jena weiterzubilden. 1668 wurde er dort Magister. Während dieser Zeit machte er die Bekanntschaft von Philipp Jacob Spener, mit dem er fortan in Verbindung blieb.
1669 kehrte Picker nach Königsberg zurück, ging eine Ehe ein und wurde Prorektor an der Domschule. 1681 übernahm er den Posten des Rektors der Lateinschule zu Insterburg, die unter seiner Ägide eine hohe Blüte entfaltete. Picker galt als bedeutender Schulmann. Spener, der Picker zum Manuskript seiner Schrift Aretologia christiana (Christliche Ethik) bereits in einem Brief von Ende 1679 ausführliche Bemerkungen zugeschickt hatte, schrieb ein Vorwort zur Buchausgabe; er zählte Picker zu den drei „gottseligen Schulmeistern“, die ihm bekannt seien.
Pickers Sohn Christian Picker, ein promovierter Mediziner,  war von 1693 bis 1699 ebenfalls Rektor in Insterburg.

## Schriften
- Aretologia christiana. Frankfurt/M. 1681.
- Predigten von der wahren Gottseligkeit. Danzig 1684.
- De Turcarum Moribus Libellus. Haubold, Frankfurt/M. 1686.